# 赵俊民
赵俊民（1968年4月—），中华人民共和国政治人物，籍贯河南省扶沟县，1990年毕业于西安交通大学经济管理系技术经济专业，西北大学在职经济学博士、国际商务师。1990年9月参加工作，1996年9月加入中国共产党。曾任陕西省安康市委书记，中共四川省委常委、统战部部长等职。现任中共云南省委常委、常务副省长，省政府党组副书记。

## 简历
2006年2月，任中国国际贸易促进委员会陕西省分会（中国国际商会陕西商会）副会长；2012年9月，任陕西省互联网信息办公室主任。2013年6月任中共安康市委常委，安康市人民政府副市长；2017年6月任中共安康市委副书记、安康市人民政府市长。
2021年6月，任中共安康市委书记。
2022年3月，任中共四川省委常委。同年7月，兼任省委统战部部长、省总工会主席。
2024年12月9日，调任中共云南省委常委。同月14日起，兼任云南省人民政府党组副书记。1月15日，任云南省政府常务副省长。